# Општина Паргарешти (Бакау)
Паргарешти (рум. Pârgăreşti) општина је у Румунији у округу Бакау.
Oпштина се налази на надморској висини од 347 m.